# Ever Cantero
Ever Milton Cantero Benítez (* 3. Dezember 1985 in Asunción) ist ein ehemaliger paraguayischer Fußballspieler. Mit dem CD Cobresal wurde der Stürmer in der Clausura 2015 chilenischer Meister.

## Karriere

### Verein
Ever Cantero begann in der Jugend des River Plate Asunción und stieg 2003 in die Profimannschaft des Klubs, die in der zweiten Liga spielte, auf. 2004 ging er zum Ligakonkurrenten Club Cerro Porteño (PF) und ein Jahr später in die höchste Spielklasse Paraguays zu General Caballero SC (ZC), der aus der ersten Liga abstieg. Ever Cantero ging daraufhin in die Primera División zu Deportes Puerto Montt, wo er in 26 Ligaeinsätzen zehn Tore erzielte und das Interesse des Topklubs CD Universidad Católica weckte. Aufgrund des nicht bestandenen Medizintests kam der Wechsel nicht zustande und es zog den paraguayischen Stürmer stattdessen zum CD Palestino. Danach spielte er noch für die weiteren chilenischen Klubs Deportivo Ñublense, CD Cobreloa und CD Santiago Morning. 2012 wechselte Cantero zum bolivianischen Verein Club Bolívar, kam aber schon 2013 zurück nach Chile, wo er fortan das Trikot des CD Cobresal trug. Mit Cobresal gewann der Paraguayer die Meisterschaft der Clausura 2015 und trug mit den meisten Toren der Mannschaft einen großen Anteil bei. Bis 2019 blieb er dem Verein treu und erzielte 60 Tore in 140 Ligaspielen, dazu kommen acht weitere Treffer in der Copa Chile. Nach Cobresal zog es Cantero zurück in die Heimat und er spielte von 2020 bis 2022 für den Guaireña FC.
Direkt im Anschluss an sein Karriereende 2022 wurde er Jugendtrainer bei Guaireña. Im Mai 2024 war er interimsweise Trainer der Profimannschaft.

## Erfolge
- Chilenischer Meister: Clausura 2015